# Mynes schoenbergi
Mynes schoenbergi är en fjärilsart som beskrevs av Johannes Karl Max Röber 1894. Mynes schoenbergi ingår i släktet Mynes och familjen praktfjärilar. Inga underarter finns listade i Catalogue of Life.